# Pia Arke
Pia Arke (født 1958, død 2007) var en grønlandsk-dansk billedkunstner.
Pia Arke var uddannet billedkunstner og Cand.phil. i teori og formidling fra det Kgl. Danske Kunstakademi i 1995.
Pia Arkes arbejde tog udgangspunkt i den grønlandske postkoloniale erfaring og erindring. Hun brugte selv udtrykket etno-æstetik om sin arbejdsmetode, der blandede fotografi, fundne fotografier, etnografica og tekst.

## Udgivelser og værker
- 1990, Imaginary Homelands, Landskabsfotografi optaget med pin hole kamera. Kameraet var så stort (165x140x 170cm) at kunstneren kunne opholde sig i det under eksponeringen.
- 1993 De tre Gratier, S/H fotografi
- 1993 Untitled (Put your kamik on your head, so everyone can see where you come from), S/H fotografi
- 1994 Uden titel, (Nature Morte) Serie, fotografi, købt af Moderna Museet / Det Nationale Fotomuseum (Kgl Bibliotek)
- 1995 Etnoæstetik, tekst. Essay om kunst og etnologi med eskimoisk kultur som eksempel.
- 1996 Uden titel (Kronborg) Serie, fotografi 1996, købt af Moderna Museet
- 1996 Arctic Hysteria, fotocollage og video, 5:55
- 1997 Krabbe/Jensen, fotocollage, appropieret fotografi
- 2003 Scoresbysundhistorier.  Bogudgivelse i samarbejde med kartograf og kulturkritiker Stefan Jonsson(Se) udgivet på Borgens Forlag.

## Udvalgte udstillinger
- 1996 Det danske Landskab, Gruppeudstilling, Fotografisk Center, København, 1996
- 1992 Idendity card, Unge Kunstneres Samfund, Tendens, Nyt dansk fotografi, Fotografisk Galleri, Oslo.
- 2001 Grønland som billede, Gruppeudstilling, Det Nationale Fotomuseum, Det Kgl Bibliotek, København
- 2008 Pictures from Greenland, Museet for fotokunst, Brandts klædefabrik, Odense
- 2010 Tupilakosaurus. Pia Arkes opgør med kunst, etnicitet og kolonihistorie, 1981-2006. Prisbelønnet (kritikerprisen 2010) udstilling på Den Frie Udstillingsbygning og Etnografisk Samling på Nationalmuseet. Kurateret af Kuratorisk Aktion (Frederikke Hansen, Tone Olaf Nielsen og Mirjam Joensen)[2]
- 201916th Istanbul Biennial: The Seventh Continent, kurateret af Nicolas Bourriaud, at Pera Museum, Istanbul, Tyrkiet
- 2019 Pia Arke: Wonderland, kurateret af Katrine Elise Pedersen, Kunsthall Trondheim, Trondheim, Norge
- 2021 Pia Arke: Drøm og fortrængning, udstilling på Louisiana (kunstmuseum)
- 2021 After the Silence - Women of art speak out, Gruppeudstilling på Statens Museum for Kunst
- 2022 Pia Arke: Drøm og fortrængning, udstilling på Kunsten Museum of Modern Art Aalborg
- 2022 Pia Arke: Drøm og fortrængning, udstilling på Kunstmuseum Brandts